# Peller Béla
Peller Béla (Újpest, 1928. május 15. – Budapest, 1998. szeptember 7.) kétszeres magyar bajnok labdarúgó, fedezet.

## Pályafutása
Az 1950-es évek elején a Bp. Vörös Lobogó labdarúgója volt. Tagja volt az 1951-es és az 1953-as idényben bajnokságot nyert csapatnak. 1957 és 1959 között a Tatabányai Bányász, majd egy rövid ideig az Újpesti Dózsa csapatában játszott az élvonalban.

## Sikerei, díjai
- Magyar bajnokság
  - bajnok: 1951, 1953
- Magyar labdarúgókupa
  - győztes: 1952